# Шостак Антон Ілліч
Антон Ілліч Шостак — одеський підприємець, історик-аматор, ймовірний автор одного з перших нарисів історії Одеси.

## Життєпис та науковий доробок
Він згадується серед осіб, які отримали місця під забудову в Одесі у 1794.
У першому двадцятилітті ХІХ ст. «відставний поручик та кавалер» А. Шостак був провідним будівельним підрядчиком в місті (організував: 1809 — спорудження будинку для Присутніх місць, у 1816 — брукування «місцевим камінням» дороги, 1811—1818 — будівельні роботи в порту, 1819—1820 — перебудову будівель для Рішельєвського ліцею).
Обирався до органів місцевого самоврядування, брав участь у нарадах «почесних громадян».
У 1826 склав записку «Про відновлення в місті Одесі порто-франко без сплати 5-ї частини мита», що стала однією з підстав звернення М. Воронцова до Миколи І з проханням скасувати обмеження одеського порто-франко.
А. Шостак вважається автором одного з перших нарисів з історії Одеси, що був знайдений М. Мурзакевичем у петербурзьких архівах та опублікований у 1844 на шпальтах «Одесского вестника». Текст зазначеного нарису є близьким до перекладу першого «листа про Одесу» Шарля Сікара.

## Наукові публікації
Шостак А. И. Младенчество Одессы (писано в 1809-м году) // ОВ. — 1844. — 16 декабря.